# 10. század
A 10. század a 901–1000 közötti éveket foglalja magába.

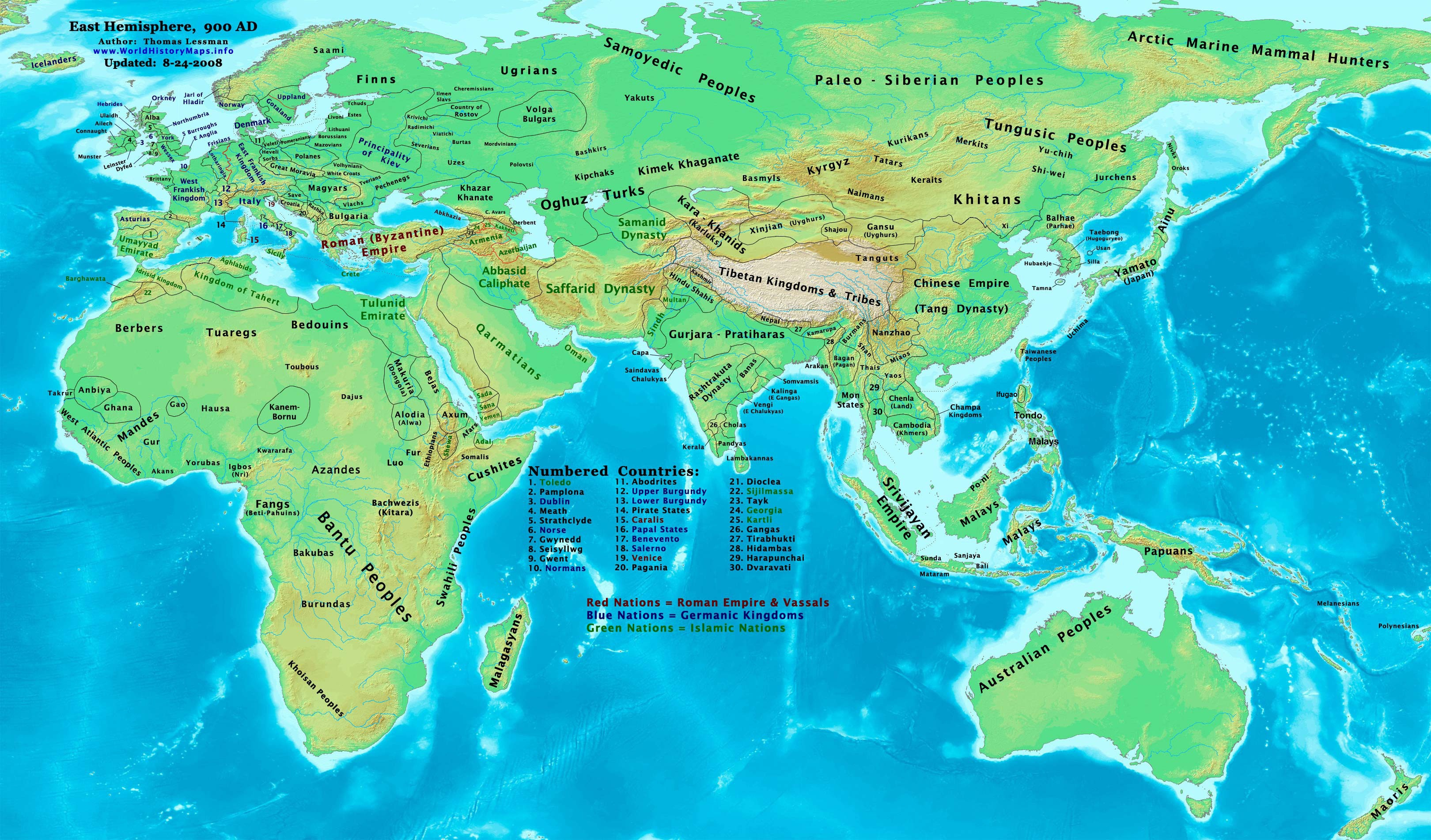
A világ keleti fele a 10. század elején (angol nyelvű)

## Események a századból

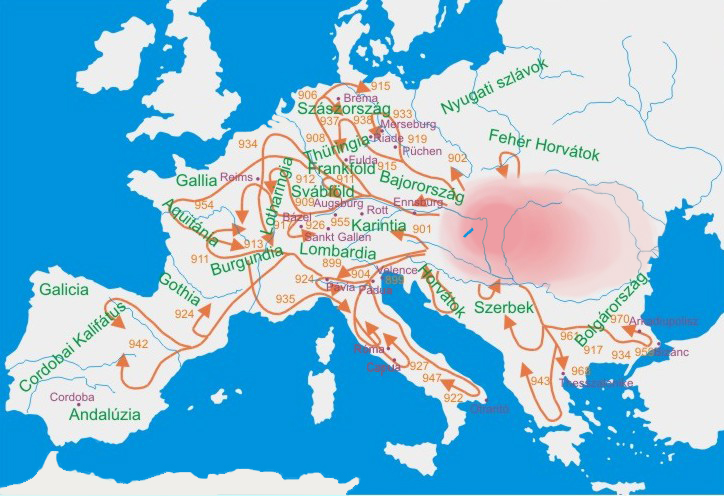
Magyar kalandozó hadjáratok

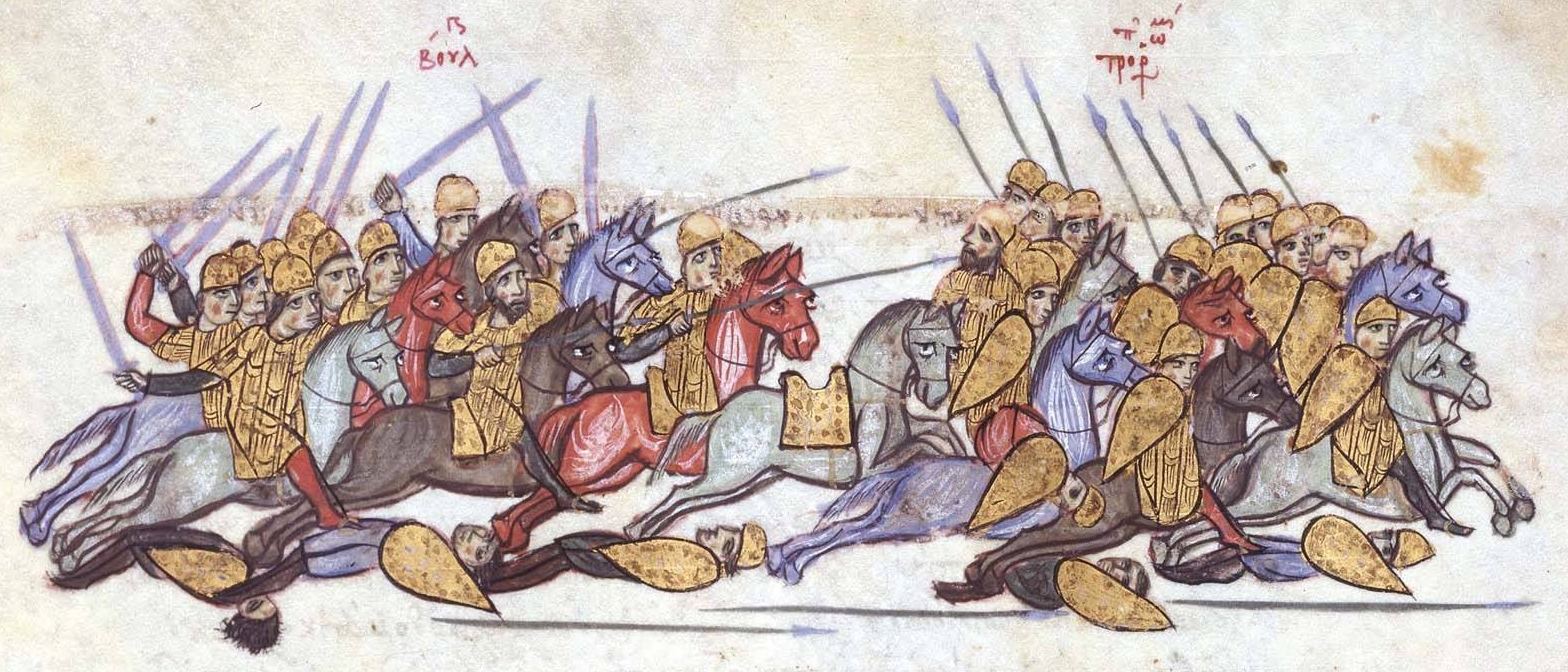
Bolgár-bizánci csatajelenet (917)

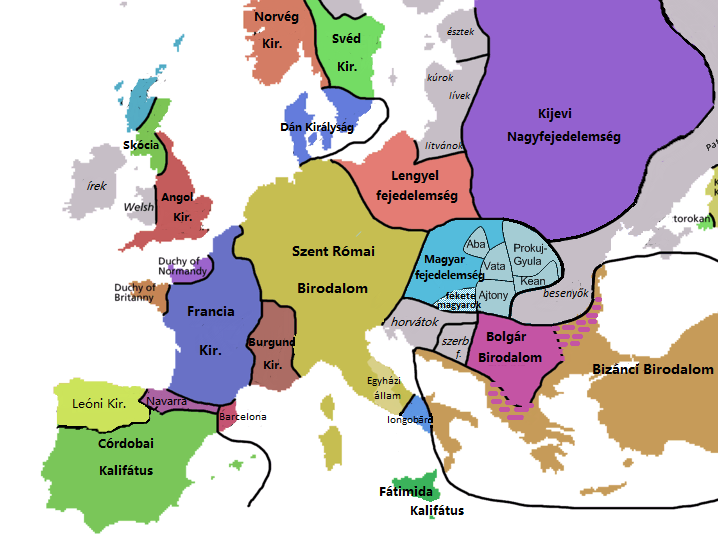
Európa a 10. század végén

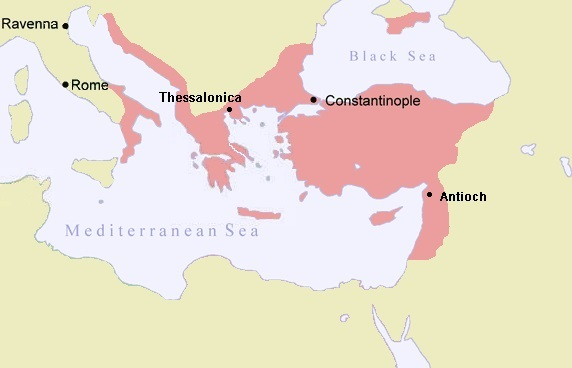
A Bizánci Birodalom 975-ben

A Német-római Birodalom 1000-ben

### Magyarság
- Magyar kalandozó hadjáratok Európában (899–970)
- A X. század az önálló középkori Magyar Apostoli Királyság sikeres megalapozásának-kiharcolásának évszázada, mely – III. (Nagy) Béla korára – Angliával valamint Franciaországgal vetekedő erejű hatalom Európában.
- 899-ben, Arnulf keleti frank király felkérésére, egy különleges taktikai küzdelemben legyőzzük I. Berengár itáliai király háromszoros túlerőben lévő csapatait, a Brenta-folyó mentén.
- A pozsonyi csata (907), mely megszilárdította uralmunkat a Kárpát-medencében: "Kurszán Horkát (Kusaj vagy Kusán, az indoiráni fehér hunok egyik elnevezése) 904-ben, a németek „béketárgyalás” címén tőrbe csalják és lemészárolják. 907-ben, a „decretum..., Ugros eliminandos esse." ("rendeljük..., hogy a magyarok kiűzessenek.") elképzelést zászlajukra tűző, jelentős túlerőben lévő ellenfél megindul Magyarország ellen, akiket a pozsonyi csatában, hadaink csodálatos taktikája és magasrendű hősiessége révén úgy tönkre verünk, hogy százhúsz évig nem tapossa hazánk földjét idegen hódító. Az erőpróba mértékét jelzi, hogy három árpádfi – a Dunántúl felől, az érintettség okán a legnagyobb sereggel támadó Jutas és Üllő valamint a Felvidékről lecsapó Tarhos tömény parancsnokok – élet áldozatot hoznak a haza oltárán. Ezzel a rendkívüli helytállással a szintén Felvidéken tartózkodó, idős Árpád Kende (Kün=Nap, Kündüm=Napkirály, ótörök) is pecsétet üt kimagasló életművére és a világraszóló győzelem hírei nyomán fellépő felhevültség révén távozik az árnyékvilágból. Anonymus szerint utódja legkisebb gyermeke, a Könyves Kálmán királyhoz hasonlóan kicsit selypegő Zsolt („Sol”-t”=„Aranyló Nap fia”, szittya-hun-rusz). Azonban a mindössze tizenegy évesen közép-királlyá kikiáltott ifjú nem tudja igazán kordában tartani az életerős törzseket, így a X. században voltaképp három, egymással hol együttműködő, hol versengő hatalmi központ alakul ki. Olyan leírás is fennmaradt, hogy két tekintélyes magyar sereg teljesen véletlenül találkozik egymással Szászországban. Az egyik dunántúli avar, a másik pedig az ország közepéről való had (vö.: Dümmerth Dezső: "Álmos, az áldozat"). A napkeleti, erdélyi részeken viszont a Gyula az úr (Jula; Jyla, ótörök), aki az eurázsiai íjfeszítő lovas népek hagyományában, mint hadvezéri „cselekvő király”, a második a rangsorban, amiből következően színe a fehér (fehér magyarok). Nevének jelentése „Fáklyafény”, többek között a sötétség, a nem tudás, a lehúzó erő elleni küzdelem jelentéstartalommal (vö.: „Ne gondoljátok, hogy békét jöttem hozni a földre. Nem békét jöttem hozni, hanem kardot.” Szent Máté 10,34). Ibn Fadlán szerint a sztyeppei íjfeszítő lovas törzsek körében létezett egy szokás, amennyiben, a Gyula, mint kagán-bég minden reggel megjelenik a Nagykagán (Sah) előtt mezítláb, kezében egy bottal, majd azt meggyújtván a főhely, a trónus (a Közép-király) jobb oldalán helyezkedik el. Ez a csodálatos ótörök „önkéntes alárendelődés” tartalmú pusztai szakrális hagyomány jelzi, hogy tisztában lehettek a nagy hatalmú „cselekvő király” helyzet kényes voltával: Ha a Fényhozó Isten szolgája, akkor „helyén van az ész”, ha viszont önistenítővé (Luciferré, Isten majmolójává, utánzójává) válik, akkor a „lét-feledett ész” lép működésbe.  A Horka méltóság a harmadik a rangsorban. Színe a fekete (fekete magyarok). Az elnevezés egyfajta szakrális áthatottságú, ám harcos vonatkozású, mintegy „főbírói” tisztségre utal, ami az eurázsiai szittya-hun nemzettségek hagyománya szerint, általában a hódoltatott vagy csatlakozott népek fölé rendelt vezetőt is jelenti. A középen ülő Főkirály balján foglal helyet. Végül mindkét tekintély beolvad a keresztény Apostoli Király személyébe. Azonban, ha a társadalmi egyensúly felborulni látszik, akkor ismét láthatóvá válhat az ősi képlet, ami kiegyensúlyozó és összhangteremtő hatású. Ez történt 1222-ben, amikor az Aranybulla pecsétjén II. András mellett-alatt, kétoldalt megjelent egy Nap (Gyula) és egy Hold (Horka), ami jelképesen többek között azt nyomatékosítja, hogy helyreállítódott az égi rend tisztelete az Ég-alattiban. A háttér az Atyaisten, az uralkodó pedig Világkirály helyzetben van ábrázolva, aki közvetít Ég és Föld között." (Csiba Zsolt: "Szent Álmos hagyatéka")
  - 933 a merseburgi (riadei) csatában I. Henrik német csapatai győznek a magyarok felett
  - Követeink 948-ban Bizáncban fontos tárgyalást folytatnak Bíborbanszületett Konstantin császárral: A Nyugat felé történő sűrű, túlnyomórészt győzedelmes szerződéses hadjáratok, nemcsak honvédelmi indíttatású megelőző csapásoknak és hírszerzés célú tevékenységnek tekinthetőek, hanem jelentős bevételeket is jelentenek, természetesen főleg a kockáztatók számára. Olyannyira, hogy amikor Vérbulcsú (a név a vérszerződöttségre utal) Nyugat-Magyarország és Árpád-házi Tarhos (Tárkány) unokája az ifjú Tormás Közép-Magyarország nevében – de azért egy csapatban – bizánci követségbe megy, már nem a központi részeket uraló Árpád-házi Zsolt családja, hanem a Dunántúlt maga mögött tudó, Árpád-házi Jutas családja adja a főkirályt, méghozzá fia, Fajsz (903-955) személyében. Ennek megfelelőn Bulcsú Horka – követtársánál – kiemeltebb figyelemben részesül, melyből fakadóan, miután megkeresztelkedik, tiszteletbeli birodalmi főnemes (patrícius) címmel is kitüntetik. Mindez azért valószínűleg hozzájárul ahhoz is, hogy miután hazatérnek – és a Kelet-Római Birodalom jelentős összegű adóján Tormás herceggel testvériesen megosztoznak – Bulcsú Horka, a X. század egyik, ha nem a legkitűnőbb hadvezére lova fejét nem Kelet, hanem Nyugat felé fordítja.
  - Az Úr 954-es esztendejében Bulcsú Horka ötezer kilométeres (!), párját ritkító hadjáratot indít, melynek során hozzávetőlegesen negyven, jelentős erőket megmozgató csatában győz: Miután szövetkezik I. Otto – a későbbi német-római császárság megalapítója – ellenlábasaival, seregével végigvonul Belgiumon, Észak-Franciaországon, Burgundián. A Riviérán haladva átkel az Alpokon, majd megvívja Friaul, Verona és Aquila várait, hogy aztán végeláthatatlan málhás szekér sorral hazatérjen, óriási ünneplést kiváltva országszerte. „Körülbelül 250 éjszakát, 500 étkezést, 500 etetést és itatást jelent 12.000 ló számára. Több nagy folyón keltek át (Enns, Rajna és kétszer a Pó), a kisebbekről nem is beszélve. A kisebb-nagyobb ütközetek számtalanok.” (Dr. Padányi Viktor: „Vérbulcsú”).
  - Az augsburgi csata (955): A következő évben Bulcsú Horka, bajor urak segély kérésének eleget téve Augsburg mellett jelenik meg hadaival, ahol elárulják, kedvezőtlen terepre csalják és végül elhúzódó, mindkét oldalon sok áldozatot kívánó küzdelem árán elfogják és kivégzik. A küzdelem kimenetele egyfajta döntetlen helyzetet eredményez, nagyobb óvatosságra készteti mindkét felet, hiszen a németek csak nagyjából 70 év múltán, 1030-ban indítanak ellenünk komoly hódító hadjáratot, amikor is Szent István legyőzi II. Konrád német-római császár hatalmas seregét és kiűzi az országból. Mindazonáltal Augsburgnak természetesen vannak belpolitikai következményei. Például helyreáll a „közép-király” hagyományos uralma, amennyiben a dunántúli részeket uraló Jutas fia, Fajsz főkirály katonailag meggyöngül és ezért ismét a központi területek jelentősége nő meg, aminek következtében Zsolt fia, Taksony (921-970) lesz a főkirály. Ráadásul erősíti őt leendő apósa, a rokon népével szövetségkötés révén frissen hozzánk csatlakozott Tonuz Apa besenyő (hun-türk) kagán is, a muhi csata egyik hősének, Tomaj Dénes nádornak a felmenője.
- 972–997 Géza fejedelem alatt megindul az államszervezés. A század közepéig uralkodó bizánci kulturális befolyást a latin egyház térhódítása és német politikai kapcsolatok váltják fel.
- "Az erőviszonyok kiegyenlítődéséből fakadhat az is, hogy a dunántúli Koppány vezér (950-997; „Kapgán”, a „Kagán” avar megfelelője) már nem bizánci, hanem a római rendtartás (rítus) szerint keresztelkedik meg, sőt – mint Pap Gábor egyik kiváló elemzésében kifejti – idővel egyre inkább a salzburgi érsekség szellemi (spirituális) befolyása alá kerül, míg a kelet-magyarországi Gyula Konstantinápollyal van ugyanígy. Ebből kifolyólag – minden földrajzpolitikai belátásból fakadó, olykor erőszakos térítési törekvés dacára – éppenséggel Taksony fia Géza (945-997) és különösképpen az ő fia Vajk, a későbbi Szent István (975-1038) az, aki hazánk önállóságát kiharcolja, majd ráadásként a Pápával elfogadtatja, hogy őseink több ezer éves eurázsiai szakrális szellemi hagyományának megfelelően Papkirály (Apostoli Király) is lehessen. Tehát vízszintesen mintegy közvetítő a római egyház és a keleti szellemiség – függőlegesen pedig az égi és a földi világ – között." (Csiba Zsolt: "Szent Álmos hagyatéka")
- 1000 II. Szilveszter pápa koronát küld Vajk magyar fejedelemnek, akit István néven királlyá koronáznak

### Európa
- 899 a Brenta folyó mentén, Arnulf keleti frank király felkérésére, egy különleges taktikai küzdelemben legyőzzük I. Berengár itáliai király háromszoros túlerőben lévő csapatait.
- 904 Az arabok elfoglalják Thesszalonikit
- 906 A magyar támadások következtében összeomlik a nagymorva állam
- 907 A korban kirívóan sok embert megmozgató egyesített nyugati seregek Pozsony mellett megsemmisítő vereséget szenvednek Árpád Kende hadától, mely után 120 évig nem kísérelnek meg hódító fellépést Magyarország ellen.
- 911 III. Károly nyugati frank király a normannok egy csoportját a Szajna torkolatánál telepíti le. Ez a későbbi normandiai hercegség magva. Megszűnnek a normann pusztítások Franciaországban.
- 912–945 I. Igor kijevi fejedelem kiterjeszti a Rusz határait
- 919 I. (Madarász) Henrik lép a német trónra, aki megalapítja az 1024-ig uralkodó szász dinasztiát.
- 920–944 I. Romanosz Lekapenosz bizánci császár békét köt a bolgárokkal, legyőzi az oroszokat és az arabokat, megkezdi a bizánci határ kiterjesztését kelet felé.
- 925 I. Tomiszláv felveszi a horvát királyi címet. Az új horvát állam a 9. század óta a római egyház hatáskörébe tartozik, míg a szerbek ugyanebben az időben a bizánci egyházhoz csatlakoznak.
- 929 I. Vencel cseh fejedelem a német királyság hűbérese lesz
- 930 Izlandon létrejön a világ első parlamentje.
- 931 A szerbek elszakadnak a bolgár cárságtól
- 948 Bulcsú Horka és Árpád-házi Tarhos (Tárkány) unokája az ifjú Tormás követség járása Bíborbanszületett Konstantin bizánci császár udvarában.
- 954. Bulcsú Horka párját ritkító ötezer kilométeres, fél Nyugat-Európát érintő, győzelmes hadjárata I. Ottó ellen.
- 950 I. Boleszláv cseh fejedelem elismeri Ottó német király fennhatóságát. Csehország (és Morvaország) német függésbe kerül és később a  Német-római Birodalom egyik fejedelemségét alkotja.
- 950 körül a bogumilok szektájának első nyomai a Balkán-félszigeten
- 962 I. (Nagy) Ottót a pápa császárrá koronázza; a Német-római Császárság alapítása. Nagy Ottó 15 évig tartó harcban megtöri a hercegségek hatalmát, és élükre rokonait állítja.
- 962–972: I. Szvjatoszláv kijevi fejedelem. 
  - 965 a Kijevi Nagyfejedelemség megtámadja és legyőzi a Kazár birodalmat.
  - 968–969 elfoglalja a dunai bolgár államot, de ezt nem képes megtartani Bizánccal szemben
- 963 I. Mieszko lengyel fejedelem a német király hűbérese (adófizetője) lesz
  - 963 I. Mieszko keresztény (katolikus) hitre tér
- 965 körül: I. Harald dán király keresztény hitre tér. Nevéhez fűződik a dánok megtérítése. A kialakuló dán állam magába foglalja Svédország déli részét is.
- 971 Jóannész Tzimiszkész bizánci császár legyőzi Szvjatoszláv kijevi fejedelmet, és kiűzi a kijevi ruszokat a bolgár államból. Bizánc ismét nagyhatalom a Közel-Keleten.
- 973 A quedlinburgi birodalmi gyűlés. Géza magyar fejedelem küldöttsége I. (Nagy) Ottónál. A prágai püspökség megalapítása
- 973–983: II. Ottó német-római császár.
  - 975 II. Ottó hadjárata II. Boleszláv cseh fejedelem ellen
  - 981–983 Megpróbálja kiterjeszteni hatalmát Dél-Itáliára: hadjárata a szicíliai arabok és a bizánci befolyás ellen
  - 982 A palermói emír vereséget mér II. Ottóra Cotrone mellett
- 975 Az olmützi püspökség megalapítása
- 976-tól II. (Bolgárverő) Baszileiosz bizánci császár uralkodása. Kiterjeszti a birodalmat az Adriától Armeniáig, a Dunától az Eufráteszig
- 976-tól a velencei városállam virágzásnak indul az Orseolo-családból származó dózsék (hercegek) idején. 
  - 983-ban a német-római, 992-ben a bizánci birodalom területére kap kereskedelmi kiváltságokat.
  - II. Pietro (Péter) herceg megkezdi az Isztriai-félsziget és Dalmácia meghódítását.
- 980 Vlagyimir kijevi fejedelem újraegyesíti a Szvjatoszláv halála után három részre szakadt Ruszt.
  - 988-ban bizánci császárlányt vesz feleségül és megkeresztelkedik (a nép is felveszi a kereszténységet). Országa a görög egyházi kultúra hatása alá kerül.
- 984 Vörös Erik települést alapít Grönlandon.
- 995–1000: I. Olaf norvég király keresztény hitre tér
- 980–1000 körül a kedvező átmeneti éghajlatnak köszönhetően (középkori meleg időszak) Vörös Erik eléri Grönlandot (980-as évek), Leif Eriksson pedig az amerikai Labradort (1000 körül) (→ Amerika viking felfedezése). 
  - Izland keresztény hitre tér
- 1000: A gnieznoi érsekség megalapítása.
- 1000: Szent István megalapítja a Magyar Apostoli Királyságot.

### Közép-Amerika

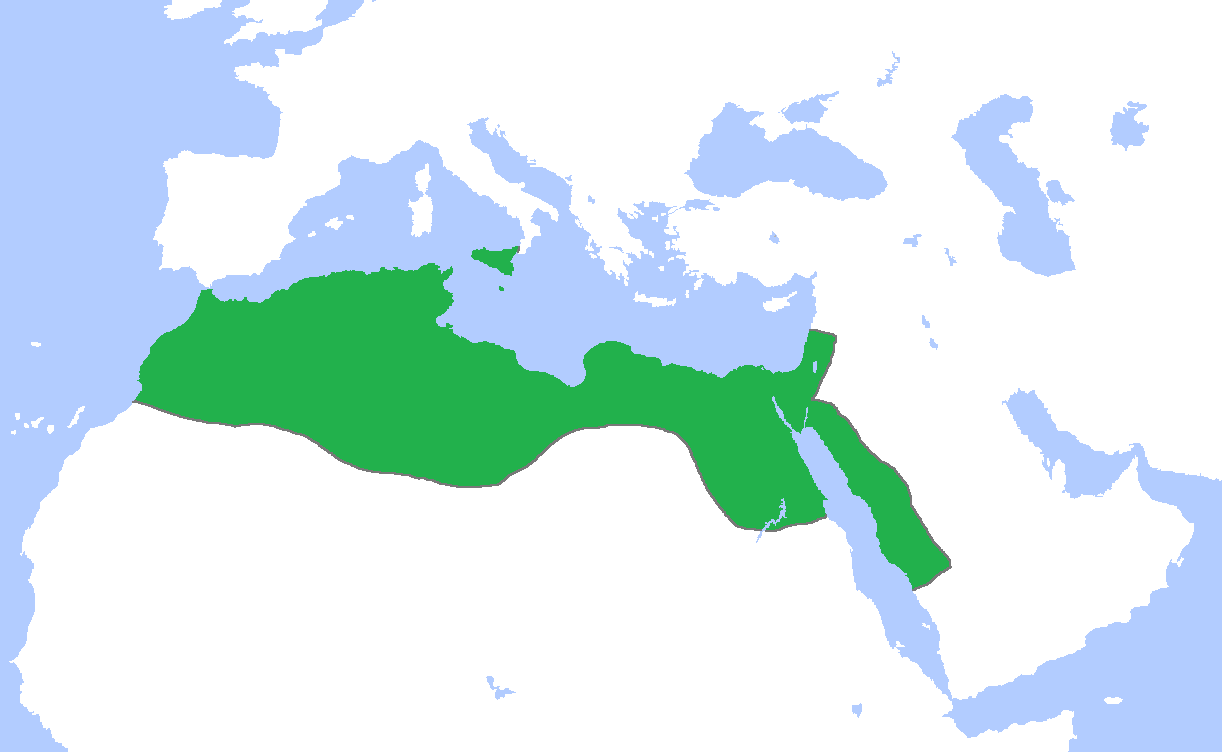
A Fátimida-kalifátus 969 körül

- A klasszikus kori maja civilizáció összeomlása
- Tolték civilizáció kezdete Mexikóban

### Ázsia, Afrika
- 907 a mongol kitajok törzsszövetsége megkezdi Észak-Kína meghódítását
- 907–960: a Tang-birodalom felbomlásával Kína átmenetileg számos fejedelemségre esik szét (északon az öt dinasztia, délen a tíz királyság)
- 960-tól a Szung-dinasztia uralkodása Kínában. Kína nagy részének újbóli egyesítése
- 969 A Fátimida-dinasztia meghódítja Egyiptomot, és síita kalifátust hoz létre
- 974–975 Bizánc visszafoglalja az araboktól Tiberiast, Názáretet, Akkót, Bejrútot, Szidónt

## Híresebb emberek

### Államfők, hadvezérek
Lásd még: Államok vezetőinek listája a 10. században
- II. Niképhorosz Phókasz bizánci császár (élt: 912–969, uralkodott: 963–969)
- I. Ottó német-római császár (élt: 912–973, uralkodott: 936–973)
- I. Edmond angol király (élt: 921–946, uralkodott: 939–946)
- II. Ottó német-római császár (élt: 955–983, uralkodott: 973–983)
- VI. (Győztes) Erik svéd király (élt: ? – 995)
- Brian Boru Cannadea (vagy Brian Boroimhe) Írország királya, (élt: 940?-1014, uralkodott: 970–1014)

#### Magyarok
- Ugek fia, Álmos, magyar uralkodó, az Anonymus által Szentnek nevezett Álmos de genere Athilae regis, de genere Turul (819-895), az Árpád-ház megalapítója.
- Álmos fia, Árpád, magyar uralkodó a hun örökség révén, honvisszafoglaló vezér (845-907).
- Árpád fia, Levente
- Árpád fia, Jutas (?-907)
- Árpád fia, Üllő (?-907)
- Árpád fia, Tarhos (?-907)
- Tarhos unokája, Tormás
- Kurszán (Kusaj vagy Kusán, az indoiráni fehér hunok egyik elnevezése) Horka jeles hadvezér (?-904)
- Árpád fia, Zsolt magyar uralkodó (896- ?), Anonymus szerint a pozsonyi csatát követően Árpád örököse.
- Jutas fia, Fajsz magyar uralkodó (903-955)
- Kál fia, Bulcsú vezér jeles hadvezér (? –955)
- Zsolt fia, Taksony magyar uralkodó (921-970)
- Tonuz Apa besenyő (hun-türk) kagán, Taksony apósa, a muhi csata egyik hősének, Tomaj Dénes nádornak a felmenője.
- Taksony fia, Géza fejedelem magyar uralkodó (945-997)
- Koppány („Kapgán”, a „Kagán” avar megfelelője)  vezér (950-997)
- Géza fia, Vajk, a későbbi Szent István (975-1038)

### Vallási személyek
- Hierotheosz bizánci szerzetes, akit 956-ban a konstantinápolyi pátriárka a „türkök püspökévé” szentel, az erdélyi Gyula szolgálatában.
- Szent Adalbert püspök, vértanú (meghalt 997)

## Fejlesztések, felfedezések
- Az íjfeszítő lovas népek – köztük a mieink – hatására megjelenik Európában a kengyel használata. A fogatolás új módja, a szügyhámot felváltó vállhám (kínai eredetű) valamint a  patkolás.
- A komló első említése a sörfőzés alkotóelemeként.

## Évtizedek és évek
Megjegyzés: A tizedik század előtti és utáni évek dőlt betűvel írva.
| 890-es évek  | 890  | 891  | 892  | 893  | 894  | 895  | 896  | 897  | 898  | 899  |
| 900-as évek  | 900  | 901  | 902  | 903  | 904  | 905  | 906  | 907  | 908  | 909  |
| 910-es évek  | 910  | 911  | 912  | 913  | 914  | 915  | 916  | 917  | 918  | 919  |
| 920-as évek  | 920  | 921  | 922  | 923  | 924  | 925  | 926  | 927  | 928  | 929  |
| 930-as évek  | 930  | 931  | 932  | 933  | 934  | 935  | 936  | 937  | 938  | 939  |
| 940-es évek  | 940  | 941  | 942  | 943  | 944  | 945  | 946  | 947  | 948  | 949  |
| 950-es évek  | 950  | 951  | 952  | 953  | 954  | 955  | 956  | 957  | 958  | 959  |
| 960-as évek  | 960  | 961  | 962  | 963  | 964  | 965  | 966  | 967  | 968  | 969  |
| 970-es évek  | 970  | 971  | 972  | 973  | 974  | 975  | 976  | 977  | 978  | 979  |
| 980-as évek  | 980  | 981  | 982  | 983  | 984  | 985  | 986  | 987  | 988  | 989  |
| 990-es évek  | 990  | 991  | 992  | 993  | 994  | 995  | 996  | 997  | 998  | 999  |
| 1000-es évek | 1000 | 1001 | 1002 | 1003 | 1004 | 1005 | 1006 | 1007 | 1008 | 1009 |